# Aquilegia grahamii
Aquilegia grahamii là một loài thực vật có hoa trong họ Mao lương. Loài này được S.L.Welsh & Goodrich mô tả khoa học đầu tiên năm 1993.